# Unteres Tor (Frickenhausen am Main)

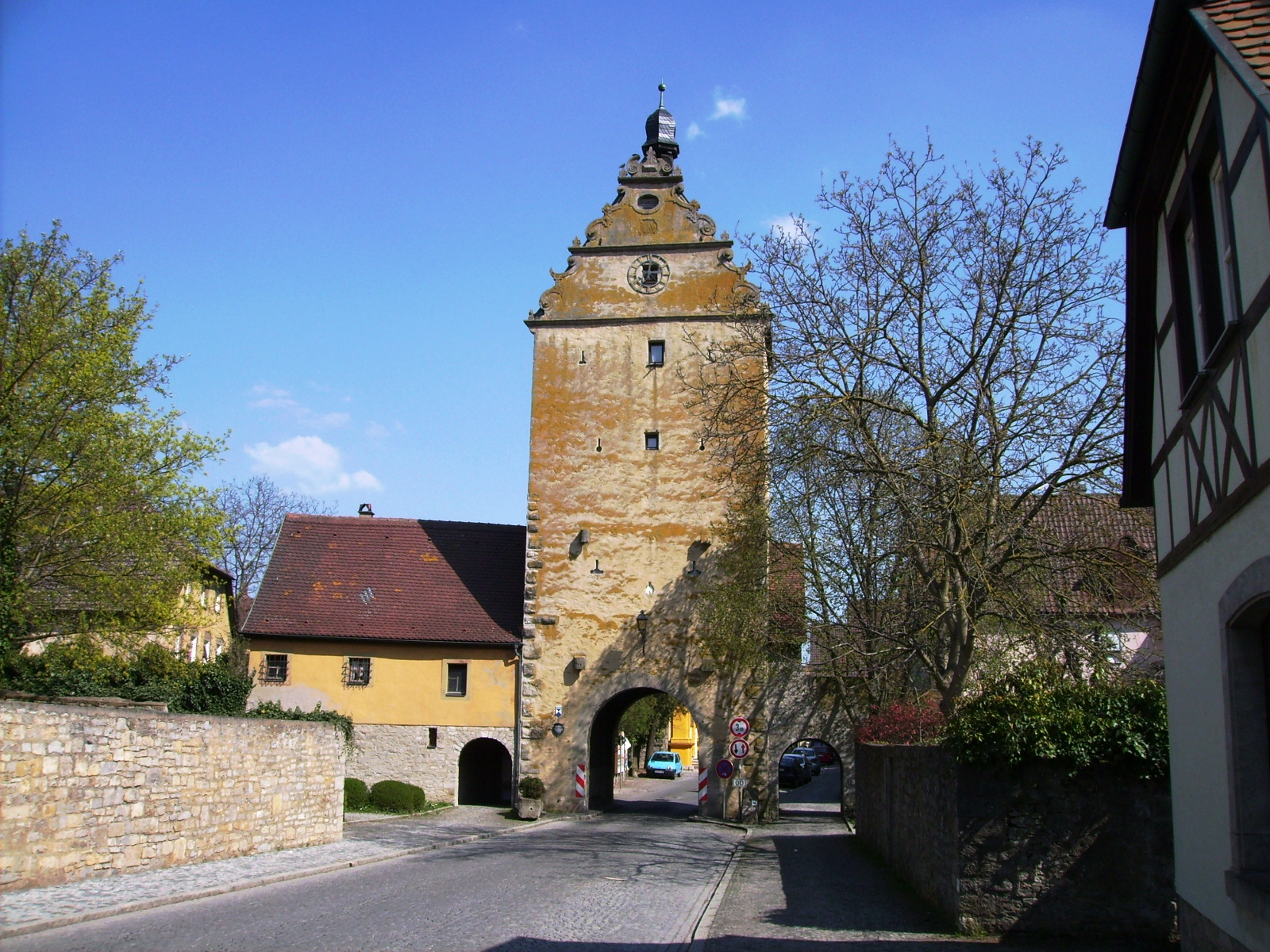
Unteres Tor in Frickenhausen am Main (Feldseite)

Das Untere Tor, auch als Ochsenfurt er Tor bezeichnet, in Frickenhausen am Main, einer Marktgemeinde im unterfränkischen Landkreis Würzburg in Bayern, wurde 1518 als Teil der Ortsbefestigung errichtet. Der rechteckige Torturm an der Hauptstraße 1 ist ein geschütztes Baudenkmal. 
Der viergeschossige Massivbau mit Tordurchfahrt und Glockentürmchen wird von einem dreigeschossigen Ziervolutengiebel geschmückt. 
Auf dem First des Satteldachs sitzt ein kleiner Dachreiter mit Kuppel. Durchfahrt wird in einem Rundbogen geöffnet. Am Tor sind außen Klauensteine. Die Mauer hat entsprechend den Geschossen vier Absätze innen. Quadern an den Ecken gebuckelt. Das Mauerwerk ist gotisch, in der zweiten Hälfte des 16. Jahrhunderts fand ein Umbau statt. Der Zugang zum zweiten Geschoss erfolgt über eine Holztreppe auf Kragsteinen.   